# Guerre di confine sovietico-giapponesi
Le guerre di confine sovietico-giapponesi furono una serie di guerre di confine avvenute tra il 1932 e il 1939, senza una formale dichiarazione di guerra, tra l'Unione Sovietica e la Repubblica Popolare Mongola, da una parte, e l'Impero giapponese ed il suo Stato-fantoccio del Manciukuò, dall'altra nell'Asia nordorientale.
L'espansione giapponese nella Cina nordorientale al confine con l'Estremo Oriente sovietico e le controversie sulla linea di demarcazione portarono a crescenti tensioni con l'Unione Sovietica, con entrambe le parti che spesso violavano il confine e si accusavano a vicenda di violazioni delle frontiere. I sovietici e i giapponesi, compresi i rispettivi stati cliente di Mongolia e Manciukuò, combatterono in una serie di crescenti scaramucce di frontiera e spedizioni punitive dal 1935 fino alla vittoria sovietico-mongola sui giapponesi nelle Battaglie di Khalkhin Gol nel 1939 che risolsero la disputa e restituirono i confini allo "status quo ante bellum".
Le guerre di confine sovietico-giapponesi contribuirono pesantemente alla firma del Patto nippo-sovietico di non aggressione nel 1941.

## Preludio

### Le violazioni di confine
In seguito all'invasione giapponese della Manciuria nel 1931, erano frequenti le violazioni del Manciukuò vagamente definito, della Mongolia e del confine con l'Unione Sovietica. Molti di questi furono fraintendimenti, ma alcuni furono atti intenzionali di spionaggio. Secondo l'esercito imperiale giapponese, tra il 1932 e il 1934 si verificarono 152 violazioni del confine, soprattutto perché i sovietici trovarono necessario raccogliere informazioni all'interno della Manciuria. Da parte loro, i sovietici accusarono i giapponesi di 15 casi di violazione delle frontiere, 6 intrusioni aeree e 20 episodi di "traffico di spionaggio" nel solo 1933. Altre centinaia di violazioni vennero segnalate da entrambe le parti negli anni seguenti. A peggiorare le cose, la diplomazia e la fiducia sovietico-giapponese erano diminuite ulteriormente in questi anni, con i giapponesi apertamente chiamati "nemici fascisti" nel VII Congresso del Comintern nel luglio 1935.

## Gli scontri minori

### 1935
All'inizio del 1935 ebbe luogo la prima sparatoria. Da allora fino all'aprile 1939, l'esercito imperiale giapponese registrò 108 di questi incidenti. L'8 gennaio 1935 avvenne il primo scontro armato, l'Incidente di Halhamiao (哈爾哈廟事件?, Haruhabyō jiken), sul confine tra Mongolia e Manciukuò. Diverse dozzine di cavalieri dell'Esercito Popolare Mongolo violarono il confine in Manciuria nei pressi di alcune contese zone di pesca e ingaggiarono un'unità di pattuglia dell'esercito imperiale del Manciukuò di 11 uomini vicino al tempio buddista di Halhamiao, guidata da un consigliere militare giapponese. L'esercito del Manciukuò subì lievi perdite, subendo 6 feriti e 2 morti, compreso l'ufficiale giapponese. I mongoli non subirono perdite e si ritirarono quando i giapponesi inviarono una spedizione punitiva per recuperare l'area contesa. Vennero inviate due compagnie di cavalleria motorizzata, una compagnia di mitragliatrici e un plotone di tankette che occuparono il punto per tre settimane senza resistenza.
Nel giugno del 1935, i giapponesi e i sovietici si scambiarono direttamente il fuoco per la prima volta quando una pattuglia giapponese di 11 uomini a ovest del lago Chanka venne attaccata da 6 cavalieri sovietici, presumibilmente all'interno del territorio manciukuano. Nello scontro a fuoco, un soldato sovietico venne ucciso e due cavalli vennero catturati. Mentre i giapponesi chiesero ai sovietici un'indagine congiunta sulla questione, i sovietici respinsero la richiesta.
Nell'ottobre 1935, 9 guardie di frontiera giapponesi e 32 manciukuani vennero impegnati nella creazione di una postazione, a circa 20 chilometri a nord di Suifenho, quando vennero attaccati da una forza di 50 soldati sovietici. I sovietici aprirono il fuoco su di loro con fucili e 5 mitragliatrici pesanti. Nello scontro che ne seguì, 2 soldati giapponesi e 4 manciukuani vennero uccisi e altri 5 vennero feriti. Il rappresentante degli affari esteri del Manciukuò presentò una protesta verbale al console sovietico a Suifenho. L'Armata del Kwantung dell'Esercito imperiale giapponese inviò anche un ufficiale dell'intelligence per indagare sulla scena dello scontro.
Il 19 dicembre 1935 un'unità dell'esercito del Manciukuò impegnata in un progetto di ricognizione a sud-ovest del Buij nuur si scontrò con una pattuglia mongola, catturando,  secondo quanto riferito, 10 soldati. Cinque giorni dopo, 60 soldati mongoli su camion aggredirono i manciukuani e vennero respinti, al costo di 3 manciukuani morti. Lo stesso giorno, a Brunders, i soldati mongoli tentarono di scacciare le forze del Manciukuò tre volte e poi di nuovo nella notte, ma tutti i tentativi fallirono. Altri piccoli tentativi di rimuovere i manciukuani dai loro avamposti avvennero a gennaio, con i mongoli che questa volta utilizzarono aeroplani per il servizio di ricognizione. A causa dell'arrivo di una piccola forza di soldati giapponesi su tre camion, anche questi tentativi fallirono, con alcune vittime da entrambe le parti. A parte i 10 prigionieri presi, le vittime mongole durante questi scontri sono sconosciute.

### 1936
Nel febbraio del 1936, al tenente colonnello Sugimoto Yasuo venne ordinato di formare un distaccamento dal 14º Reggimento cavalleria e, secondo le parole del tenente generale Kasai Heijuro, "scacciare gli intrusi mongoli esterni dalla regione di Olankhuduk". Il distaccamento di Sugimoto includeva mitragliatrici di cavalleria, mitragliatrici pesanti e tankette. Erano schierati contro di lui 140 mongoli, dotati di mitragliatrici pesanti ed artiglieria leggera. Il 12 febbraio, gli uomini di Sugimoto respinsero con successo i mongoli a sud, al costo di 8 uomini uccisi, 4 uomini feriti e 1 carro armato distrutto. Dopo ciò, iniziarono a ritirarsi, ma vennero attaccati da 5-6 autoblindo mongole e 2 bombardieri, che provocarono brevemente il caos su una colonna giapponese. Ciò venne corretto quando l'unità ottenne il supporto d'artiglieria, permettendole di distruggere o scacciare le autoblindo.
Nel marzo 1936 avvenne l'Incidente di Tauran (タウラン事件?, Tauran jiken). In questa battaglia, sia l'esercito giapponese che l'esercito mongolo usarono un piccolo numero di mezzi corazzati ed aerei militari. L'incidente di Tauran del marzo 1936 avvenne quando 100 soldati mongoli e 6 sovietici attaccarono ed occuparono il conteso villaggio di Tauran, in Mongolia, scacciando la piccola guarnigione manciuriana nel processo. Essi vennero supportati da una manciata di bombardieri leggeri e autoblindo, sebbene le loro sortite di bombardamenti non riuscirono a infliggere alcun danno ai giapponesi e tre di loro vennero abbattuti da pesanti mitragliatrici giapponesi. Le forze giapponesi locali contrattaccarono, facendo decine di bombardamenti sul villaggio e alla fine attaccandolo con 400 uomini e 10 tankette. Il risultato fu una disfatta mongola, con 56 soldati uccisi, inclusi 3 consiglieri sovietici e un numero sconosciuto di feriti. Le perdite giapponesi ammontarono a 27 morti e 9 feriti.
Più tardi, nel marzo del 1936, ci fu un altro scontro di confine, questa volta tra i giapponesi e i sovietici. Le notizie delle violazioni dei confini portarono l'Armata di Corea giapponese ad inviare dieci uomini in camion per indagare, ma questa stessa squadra cadde in un'imboscata di 20 soldati sovietici del NKVD dispiegati in un punto di 300 metri all'interno del territorio reclamato dai giapponesi. Dopo aver subito diverse vittime, la pattuglia giapponese si ritirò e schierò 100 uomini in poche ore come rinforzi, che poi cacciarono i sovietici. Tuttavia, i combattimenti scoppiarono più tardi nel giorno in cui anche l'NKVD portò rinforzi. Al calar della notte, i combattimenti si erano fermati ed entrambe le parti si erano ritirate. I sovietici accettarono di restituire i corpi di 2 soldati giapponesi che erano morti nei combattimenti, il che fu visto come un gesto incoraggiante dal governo giapponese.
All'inizio di aprile del 1936, tre soldati giapponesi vennero uccisi vicino a Suifenho, in uno dei tanti scontri minori e appena documentati. Tuttavia, questo incidente fu notevole in quanto i sovietici restituirono di nuovo i corpi dei militari morti.

### 1937

#### Incidente dell'isola di Kanchazu
Nel giugno 1937 avvenne l'incidente dell'isola di Kanchazu (乾岔子島事件?, Kanchazutou jiken) sul fiume Amur al confine tra Unione Sovietica e Manciukuò. Tre cannoniere sovietiche attraversarono la linea centrale del fiume, scaricarono truppe e occuparono l'isola di Kanchazu (detta anche "Kanchatzu"). I soldati della 1ª Divisione IJA, usando due pezzi di artiglieria da 37 mm trainati da cavalli, procedettero rapidamente a piazzare siti di fuoco improvvisati e caricarono le loro armi con proiettili ad alta esplosività e perforanti. Essi bombardarono i sovietici, affondando la prima cannoniera, paralizzando la seconda e facendo scappare la terza. Le truppe giapponesi spararono quindi contro gli equipaggi in acqua delle navi affondate con le mitragliatrici. 37 soldati sovietici vennero uccisi in questo incidente; le forze giapponesi non subirono vittime. Il Ministero degli Affari Esteri giapponese protestò e chiese ai soldati sovietici di ritirarsi dall'isola. La leadership sovietica, apparentemente scioccata dall'ostentazione e non volendo che le cose s'intensificassero, concordò ed evacuò le loro forze.

#### Coinvolgimento sovietico in Cina
Nel luglio del 1937, i giapponesi invasero la Cina, iniziando la seconda guerra sino-giapponese. Le relazioni sovietico-giapponesi vennero congelate dall'invasione e Michail Kalinin, capo dello stato sovietico, disse all'ambasciatore statunitense a Mosca quello stesso mese che il suo paese era preparato per un attacco da parte della Germania nazista a ovest e del Giappone a est. Durante i primi due anni di guerra, i sovietici aiutarono pesantemente i cinesi, aumentando la tensione con il Giappone. Dall'ottobre 1937 al settembre 1939, i sovietici fornirono ai cinesi 82 carri armati, oltre 1 300 pezzi di artiglieria, oltre 14 000 mitragliatrici, 50 000 fucili, 1 550 camion e trattori, nonché munizioni, equipaggiamento e forniture. Fornirono anche 3 665 consiglieri e volontari militari come parte del Gruppo volontario sovietico. 195 di questi uomini, quasi tutti ufficiali, morirono in battaglia contro le forze giapponesi. Gli aiuti su larga scala cessarono con la fine delle guerre di confine sovietico-giapponesi.

## La battaglia del lago Chasan
La battaglia del lago Chasan, conosciuta anche come incidente di Changkufeng (张鼓峰事件S, Zhānggǔfēng ShìjiànP, in giapponese: Chōkohō Jiken) in Cina e Giappone, fu un tentativo d'incursione militare da parte del Manciukuò (e dei giapponesi) nel territorio rivendicato dall'Unione Sovietica. Questa incursione era fondata sulla convinzione della parte giapponese che l'Unione Sovietica avesse interpretato erroneamente la demarcazione del confine basato sul trattato della Convenzione di Pechino tra l'ex Russia imperiale e la Dinastia Qing della Cina (e i successivi accordi supplementari sulla demarcazione) e inoltre che i marcatori di demarcazione erano stati manomessi. La 19ª Divisione giapponese espulse una guarnigione sovietica dall'area contesa e respinse numerosi contrattacchi da parte di una forza sovietica pesantemente meglio corazzata e più numerosa. Entrambe le parti subirono pesanti perdite, sebbene le perdite sovietiche fossero quasi tre volte superiori a quelle giapponesi ed essi persero dozzine di carri armati. Il conflitto venne risolto diplomaticamente il 10 agosto, quando l'ambasciatore giapponese a Mosca chiese la pace. Le truppe giapponesi si ritirarono il giorno successivo e i sovietici occuparono di nuovo l'area ormai vuota.

## La battaglia di Khalkhin Gol

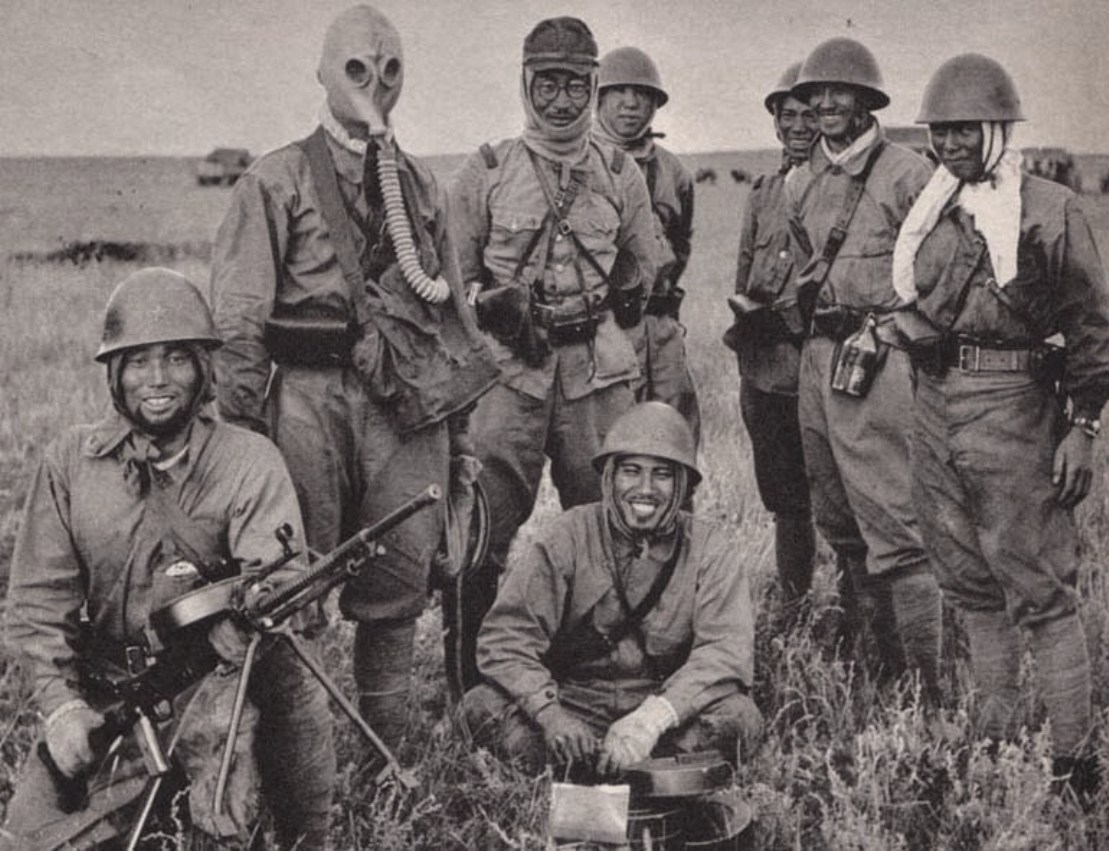
Soldati giapponesi in posa con equipaggiamento catturato ai sovietici durante la battaglia di Khalkhin Gol.

La battaglia di Khalkhin Gol, talvolta scritta Halhin Gol o Khalkin Gol dato che il fiume Halha attraversava il campo di battaglia e noto in Giappone come l'incidente di Nomonhan (a causa di un villaggio vicino al confine tra Mongolia e Manciuria), fu la battaglia decisiva della guerra di confine sovietico-giapponese non dichiarata. Dopo una serie di schermaglie nel maggio e nel giugno 1939, l'incidente si intensificò in una serie di scontri in cui entrambe le parti schierarono forze di dimensioni di corpo d'armata, sebbene i sovietici fossero di nuovo molto più numerosi e armati pesantemente dei giapponesi. Ci furono tre impegni principali:
- L'attacco giapponese iniziale a luglio (2-25 luglio), intendeva spazzare via i sovietici materialmente e numericamente superiori. I sovietici subirono perdite molto pesanti rispetto ai giapponesi e vennero fatti piccoli ottenimenti dai giapponesi, ma la resistenza testarda e un contrattacco corazzato bloccarono l'attacco giapponese. Si trascinò in una situazione di stallo con scaramucce minori nelle settimane successive.
- I falliti attacchi sondanti sovietici agli inizi di agosto (7/8 agosto e 20 agosto) che vennero respinti senza ottenimenti e con perdite considerevoli. Nel periodo intermedio tra queste tre fasi, i sovietici rinforzarono le loro forze, mentre ai giapponesi era proibito farlo per paura d'intensificare il conflitto.
- La controffensiva sovietica di successo alla fine di agosto a Nomonhan con una forza completamente rinforzata che circondò i resti della 23ª Divisione e che a partire dal 31 agosto aveva distrutto tutte le forze giapponesi sul lato sovietico del fiume.

In questo impegno i sovietici e i mongoli sconfissero i giapponesi e li espulsero dalla Mongolia.
L'Unione Sovietica e il Giappone concordarono un cessate il fuoco il 15 settembre, che entrò in vigore il giorno seguente. Libero da una minaccia nell'Estremo Oriente sovietico, Stalin proseguì con l'invasione sovietica della Polonia il 17 settembre.

## Il patto nippo-sovietico
In seguito alla sconfitta giapponese a Khalkhin Gol Giappone ed Unione Sovietica firmarono il 13 aprile 1941 un patto di non-aggressione, simile nell'impostazione al patto Molotov-Ribbentrop.
Più tardi, nello stesso anno, quando il Terzo Reich invase l'Unione Sovietica, i giapponesi avrebbero voluto rompere anch'essi il patto con i sovietici, ma presero la decisione cruciale di concentrare la pressione sul Sud-est asiatico. Si ritiene che la decisione fu la conseguenza della pesante sconfitta nella battaglia di Khalkhin Gol, che impedì al Giappone di unire le forze con la Germania contro l'Unione Sovietica, nonostante i Paesi fossero legati dal Patto Tripartito. Il 5 aprile 1945 l'Unione Sovietica denunciò unilateralmente il patto di neutralità, dichiarando che non lo avrebbe rinnovato alla scadenza del 13 aprile 1946. Quattro mesi dopo, l'8 agosto 1945, prima della scadenza naturale del patto e tra i due bombardamenti atomici di Hiroshima e Nagasaki, l'Unione Sovietica dichiarò guerra al Giappone, cogliendo i nipponici completamente di sorpresa. Un'ora dopo la dichiarazione l'Armata Rossa lanciò l'invasione sovietica della Manciuria.

## Influenza nei media
I combattimenti tra Giappone ed Unione sovietica antecedenti lo scoppio della seconda guerra mondiale hanno un ruolo chiave nel film coreano My way, nel quale soldati giapponesi (inclusi coreani al servizio del Sol Levante) combattono e vengono catturati dai sovietici, che li obbligano a combattere per loro.